# Harden M. McConnell
Harden Marsden McConnell (* 18. Juli 1927 in Richmond, Virginia; † 8. Oktober 2014) war ein US-amerikanischer Chemiker.

## Leben und Werk
McConnell studierte an der George Washington University (Bachelor-Abschluss 1947) und wurde 1951 am Caltech bei Norman Davidson mit der Arbeit I. Investigation of possible interactions between thallium (I) and thallium (III)in solution and in the crystalline thallium sesqui-halides. II. Spectrophotometric investigations of the copper (II) chloro-complexes in aqueous solutions of unit ionic ... promoviert. Als Postdoktorand arbeitete er 1952 mit Robert Mulliken an der University of Chicago zusammen. Anschließend forschte er bei der Shell Development Company auf dem Gebiet der Magnetresonanzspektroskopie. 1956 wurde er Professor am Caltech und 1958 Sloan Research Fellow. Von 1964 bis zu seinem Ruhestand war er Chemieprofessor an der Stanford University (Robert Eckles Swain Professor).
Er leistete in den 1950er und 1960er Jahren wichtige Beiträge zur Erforschung der elektronischen Struktur von Verbindungen aus deren NMR und anderen Spektren. Er erkannte zum Beispiel die Bedeutung der Hyperfeinstruktur-Wechselwirkung bei aromatischen freien Radikalen für die Bestimmung der elektronischen Struktur ungesättigter Kohlenwasserstoffverbindungen. Von ihm stammt die Spin-Label-Technik in der EPR-Spektroskopie, die vielfach in der Biochemie angewandt wurde.
1962 erhielt er den American Chemical Society Award in Pure Chemistry, 1971 den Irving Langmuir Award, 1982 den Dickson Prize in Science und den Remsen Award, 1983/84 den Wolf-Preis in Chemie, 1987 den Linus Pauling Award, 1988 den NAS Award in Chemical Sciences, 1989 die National Medal of Science, 1990 den Peter Debye Award, 1997 den ACS Award in Colloid Chemistry und 2002 den Welch Award in Chemistry. 1965 wurde er Mitglied der National Academy of Sciences, 1968 der American Academy of Arts and Sciences und 1982 der American Association for the Advancement of Science. 1991 wurde er Ehrendoktor der University of Chicago.